# Parasesarma asperum
Parasesarma asperum is een krabbensoort uit de familie van de Sesarmidae. De wetenschappelijke naam van de soort is voor het eerst geldig gepubliceerd in 1865 door Heller.